# Карлос-Техедор (округ)
Округ Карлос-Техедор (ісп. Carlos Tejedor) — адміністративно-територіальна одиниця 2-ого рівня у провінції Буенос-Айрес в центральній Аргентині. Адміністративний центр округу — Карлос-Техедор (ісп. Carlos Tejedor).
Населення округу становить 11570 осіб (2010). Площа — 3933 кв. км.

## Історія
Округ заснований у 1905 році.

## Населення
У 2010 році населення становило 11570 осіб. З них чоловіків — 5806, жінок — 5764.

## Політика
Округ належить до 4-ого виборчого сектору провінції Буенос-Айрес.